# 幸福結局問題

幸福结局问题：任何五个点中一定存在四个点组成凸四边形。

幸福結局問題（由保羅·艾狄胥命名，因為這個問題令喬治·塞凱賴什和愛絲特·克萊共諧連理）是問，在平面上，給定一般位置（即平面上任意三點不共線）上的多少點，才令其中必可以找到{\displaystyle n}點能組成凸{\displaystyle n}邊形？
1935年，艾狄胥和塞凱賴什證明：給定任意正整數{\displaystyle N}，存在正整數{\displaystyle M}使得給定在平面上一般位置上的{\displaystyle M}點，其中必可以找到{\displaystyle N}點能組成凸{\displaystyle N}邊形。
將{\displaystyle f(N)}表示為{\displaystyle M}的最小可能值，已知
- {\displaystyle f(3)=3}：顯然易見
- {\displaystyle f(4)=5} ：愛絲特·克萊證明；這就是最初的問題[1]
- {\displaystyle f(5)=9} ：艾狄胥和塞凱賴什表示E. Makai證明了這點，但首個印刷出來的證明則在1970年出現在Kalbfleisch et al
- {\displaystyle f(6)=17}：由塞凱賴什和Lindsay Peters以機器證明所有可能性。

1961年，艾狄胥和塞凱賴什證明 {\displaystyle f(N)\geq 1+2^{N-2}}。
1998年，一连三篇关于对{\displaystyle f(N)}的上界的文章被发表，其中最好的结果是由Tóth和Valtr找到的：
{\displaystyle f(N)\leq {2n-5 \choose n-3}+2}
2005年，他们进一步将此上界降低了1：
{\displaystyle f(N)\leq {2n-5 \choose n-3}+1}
2016年，Andrew Suk證明了：
{\displaystyle f(N)\leq 2^{N+o(N)}}

## 註解
1. ↑  證明：若這五點的凸包是四邊形或五邊形，則結果易見。若否，則凸包是三角形，其中兩點在三角形內。連接這兩點的直線，與三角形其中兩邊相交，則這兩點與三角形第三邊的兩點組成凸四邊形。
2. ↑  Erdős & Szekeres (1961)
3. ↑  Suk, Andrew, , 2016, arXiv:1604.08657

## 外部連結
- 從鴿籠原理到幸福結局問題，台灣大學數學系  張鎮華[永久] （繁體中文）